# Les Picorres
Les Picorres és un conjunt de formacions rocoses singulars situat a l'extrem nord del serrat de Santa Eulàlia, en el terme municipal de Conca de Dalt, dins de l'antic terme de Toralla i Serradell, del Pallars Jussà, en l'àmbit del poble de Serradell.
És a la part nord-occidental de l'enclavament de Toralla i Serradell, al nord-oest del poble de Serradell, just a ponent de les Roques del Seix.